# Laposférgek
A laposférgek (Platyhelminthes) az állatvilág egyik törzse a laposféregszerű ősszájúak (Platyzoa) főtörzsében több mint húszezer leírt fajjal (Bevezetés). A molekuláris genetika eredményei alapján valószínűsíthető, hogy ez a csillóshasúak (Gastrotricha) testvércsoportja a Rouphozoa  kládban.

## Nevük eredete
A görög platys (lapos) és helmins (féreg) szavakból alkotott tudományos nevük és ennek fordításaként magyar nevük is erősen lapított testalkatukra utal, bár ez csak az örvényférgek (Turbellaria) uralkodó formája.

## Származásuk, elterjedésük
Korábbi rendszerekben filogenetikai szempontból kulcsfontosságú állatcsoportnak tekintették őket: a gyűrűsférgek (Annelida) és a puhatestűek (Mollusca) származását is belőlük vezették le. A legújabb molekuláris biológiai kutatások bizonyították, hogy nem kiindulópontjai a specializáltabb ősszájú csoportoknak, hanem teljesen elkülönülve állnak az ősszájúak között. Legközelebbi ma élő rokonaik a csillóshasúak (Gastrotricha), de fejlődésük már azokétól is több mint 500 millió éve elvált. A laposféregszerűek (Platyzoa) főtörzsének harmadik csoportja az állkapcsosak (Gnathifera) (kerekesférgek (Rotifera), állkapcsos férgecskék (Gnathostomulida), buzogányfejű férgek (Acantocephala)).
Őseiknek sokáig a bordásmedúzákat (Ctenophora) tartották. Ezt a feltételezést már a korábban megcáfolták; a bordásmedúzák erősen specializált csoportja evolúciós zsákutcának tekinthető.
A 2010-es évek elején testvércsoportjuknak a zsinórférgeket (Nemertea) tekintették; ez a két taxon  együtt alkotta a Parenchymia kládot, a Lophotrochozoa egyik ágát (Bevezetés). A 2010-es évek végére ez a nézet megdőlni látszik: a laposférgek kikerültek a Lophotrochozoa kládból, és a jelenleg testvércsoportjuknak látszó csillóshasúakkal (Gastrotricha) közösen alkotják az új Rouphozoa kládot, ami viszont immár a Lophotrochozoa testvércsoportja. Ez egyúttal azt is jelenti, hogy a laposféregszerűek (Platyzoa) főtörzse megszűnik, mivel a harmadik csoport törzsei a Lophotrochozoa kládban maradnak.
Hosszú evolúciós idejüknek köszönhetően sokféle környezethez alkalmazkodtak. Tengeri, édesvízi és szárazföldi, szabadon élő fajaik az összes édesvízben és tengerben, valamint az Antarktisz kivételével minden kontinensen szokványosak. A fajok többsége azonban élősködő: köztük növényi és állati, endo- és ektoparazita fajokat egyaránt találunk.

## Rendszertani felosztásuk

### Régebbi koncepciók
Hagyományosan a törzset két fő ágra (altörzsre, illetve rendre) bontják:
1. Örvényférgek altörzse (Turbellaria) két osztállyal:
  - Lánctelepes férgek osztálya  (Catenulidea)
  - Valódi örvényférgek osztálya (Rhabditophora)
    - Hidrafaló örvényféreg-alakúak rendje (Macrostomida)
    - Ágasbelű örvényféregalakúak rendje (Polycladida)
    - Egyenesbelű örvényféregalakúak rendje (Rhabdocoela)
    - Hármasbelű örvényféregalakúak rendje (Tricladida)
2. Módosult kültakarójú laposférgek altörzse (Neodermata) 2 osztállyal:
  - Mételyek osztálya (Trematoda) két alosztállyal:
    - Közvetlen fejlődésű mételyek alosztálya (Aspidogastrea)
    - Közvetett fejlődésű mételyek alosztálya (Digenea)
      - Diplostomida rend
      - Plagiorchiida rend
3. Horgasférgek osztálya (Cercomeromorpha) két alosztállyal:
  - Csáklyásférgek alosztálya (Monogenea) két főrenddel:
    - Monopisthocotylea főrend:
      - Dactylogyridea rend,
      - Gyrodactylidea rend;
      - Polyopisthocotylea főrend:
        - Mazocraeidea rend,
        - Polystomatidea rend;

    - Galandférgek alosztálya (Cestoda) két főrenddel:
      - Tagolatlan galandférgek főrendje (Cestodaria);
      - Tagolt galandférgek főrendje (Eucestoda);
        - Szegfűféreg-alakúak rendje (Caryophyllidea)
        - Széles galandféregalakúak rendje (Diphyllobothriidea)
        - Szívókás galandféregalakúak rendje (Cyclophyllidea)
        - Onchoproteocephalidea rend.

Egy alternatív felosztás ugyancsak két altörzset különböztet meg; mellettük néhány nem besorolatlan.
1. Lánctelepes féregszerűek (Catenulida) altörzse 5 családdal:
  - Lánctelepes férgek (Catenulidae)
  - Chordariidae
  - Retronectidae
  - Stenostomidae
  - Tyrrheniellidae
2. Valódi örvényférgek (Rhabditophora) altörzse 3 osztály összesen 10 rendjével:
  - Galandférgek (Cestoda) osztálya 2 alosztállyal:
    - Tagolatlan galandférgek alosztálya (Cestodaria) 2 renddel:
      - Amphilinidea
      - Gyrocotylidea

    - Színgalandférgek alosztálya (Eucestoda) 17 renddel és 3 besorolatlan nemmel:

  - Csáklyásférgek osztálya (egyenes fejlődésű mételyek, Monogenea) 2 alosztállyal:
    - Monopisthocotylea alosztály 5 renddel:
      - Capsalidea
      - Dactylogyridea
      - Gyrodactylidea
      - Monocotylidea
      - Montchadskyellidea

    - Polyopisthocotylea alosztály 4 renddel: 
      - Chimaericolidea
      - Diclybothriidea
      - Mazocraeidea
      - Polystomatidea

  - Valódi mételyek (Trematoda) osztálya 2 alosztállyal:
    - Aspidogastrea alosztály 2 renddel:
      - Aspidogastrida
      - Stichocotylida

    - Közvetett fejlődésű mételyek alosztálya (Digenea) 2 renddel:
      - Diplostomida
      - Plagiorchiida
3. Altörzsbe sorolatlan nemek: Chonostomum, Cyrtomorpha, Rhodoplana.

#### Kladisztikus felosztás
A laposférgek kladisztikus felosztását Laumer et al. alapján, az alábbiakban látható módon mutatja be a Szegedi Egyetem jegyzete (Állatrendszertan).

### Örvényférgek és módosult kültakarójú laposférgek
Hagyományosan a törzs két fő ágának a szabadon élő, csillós epidermiszű örvényférgeket (Turbellaria) és az élősködő, csillótlan neodermiszű módosult kültakarójú laposférgeket (Neodermata) tekintik, de ez a praktikus felosztás nem tükrözi híven a taxonok tényleges rokonviszonyait. A módosult kültakarójú laposférgek ugyanis az örvényférgekből alakultak ki, tehát Turbellaria altörzs a Neodermata nélkül parafiletikus.
1. A törzs legelőször elkülönült csoportja a lánctelepes féregszerűeké (Catenulida) — amelyet a taxon hagyományos besorolásának megfelelően altörzsként szerepeltetünk. Ennek testvércsoportja a valódi örvényférgek (Rhabditophora) altörzse; ebbe tartozik az összes többi taxon. A lánctelepes féregszerűek egyetlen osztálya a lánctelepes férgeké (Catenulidea)
2. A valódi örvényférgek altörzsét két ágra bontják; ezek egyike a Macrostomorpha klád két renddel:
- 2.1. a Haplopharyngida rend egyetlen családja a Haplopharyngidae,
- 2.2. hidrafaló örvényféreg-alakúak (Macrostomida, 3 családdal).

3. A Macrostomorpha testvércsoportja a Trepaxonemata klád. Két ágának egyike az Amplimatricata altörzság két renddel:
- 3.1. a Prorhynchida rend egyetlen családja a Prorhynchidae,
- 3.2. ágasbelű  örvényférgek (Polycladida) rendje két alrenddel:
  - Acotylea,
  - Cotylea.

4. A Trepaxonemata testvércsoportjából először a Gnosonesimida rend vált külön; ennek egyetlen családja a Gnosonesimidae.
5. Az összes többi taxont az Euneoophora klád egyesíti. Ennek egyk ága az egyenesbelű örvényférgek (Rhabdocoela) rendje két alrenddel:
- 5.1. Dalytyphloplanida,
- 3.2. Kalyptorhynchia.

6. Az egyenesbelű örvényférgek testvércsoportjában a Proseriata rend különült el először; a többi taxont az Acentrosomata klád egyesíti.
7. Az Acentrosomata kládot két ágra bontják. Az egyik ágban, azaz az Adiaphanida kládban három rend van:
- 7.1. Prolecithophora (öt családdal),
- 7.2. Fecampiida (öt családdal),
- 7.3. hármasbelű örvényférgek (Tricladida, három alrenddel)

úgy, hogy közülük a hármasbelű örvényférge különültek el először.
8. Az Acentrosomata klád másik ága a Bothrioneodermata klád két kláddal:
- 8.1. örvényférgek (Bothrioplanida) rendje egyetlen  családdal (Bothrioplanidae),
- 8.2. módosult kültakarójú laposférgek (Neodermata)

Ezek a taxonok tehát a módosult kültakarójú laposférgek (Neodermata) nélkül a hagyományos felosztás szerinti örvényférgek (Turbellaria) altörzs tagjai; a Neodermata pedig a másik hagyományos altörzs.

## Megjelenésük, felépítésük
Egyszerű szerveződésű szövetes állatok. A legkisebbek mikroszkopikusak, a legnagyobbak 40 m-nél hosszabbak is lehetnek. Amint erre nevük is utal, a szélesen oválistól a megnyúlt szalagszerűig változatos alakú testük rendszerint — de messze nem mindig — lapított.
Kültakarójuk (epidermisz) elsődlegesen csillós, de az élősködő fajoké másodlagosan csillótlan, szinciciális szerkezetű, úgynevezett neodermisszé egyszerűsödött (Bevezetés). Testfalizomzatuk rendszerint három izomrétegből áll (Állatrendszertan):
- külső körkörös (cirkuláris),
- középső ferde (diagonális) és
- belső hosszanti (longitudinális).

Fejlődésük a bélcsíra állapotban rekedt meg úgy, hogy az ekto- és endoderma között már a mezoderma kezdeményei is fellelhetők bennük. Fontos jellemzőjük, hogy a külső és a belső hámréteg (az ekto- és az entoderma) közötti részt, tehát a testüreg helyét parenchimának nevezett, laza kötőszövet (extracelluláris mátrix) tölti ki. Ebben számos kicsiny hasadék figyelhető meg; utóbbiak összessége a skizocölóma, ami a csírafejlődés blasztula stádiumában kialakult elsődleges testüreg (blasztocölóma) maradványa (Urania). A lánctelepes féregszerűek (Catenulida) egyes taxonjaiban a parenchima folyékony mátrixszá alakult, így ezek lényegében visszakapták elsődleges testüregüket (blasztocölóma) (Állatrendszertan).
Testük soha nem szelvényezett, de a galandférgek teste különböző méretű ízekre tagolt.
Más testüreg nélküli állatoktól (pl. csalánozók) eltérően specializált szerveik alakultak ki egyes életfolyamatok (emésztés, anyagszállítás, kiválasztás) ellátására. Ebből valószínűsíthető, hogy őseik testüreges állatok voltak; szervezetük másodlagosan egyszerűsödött jelenlegi, kezdetlegesnek tűnő formájába.
Keringési rendszerük nincs; ennek szerepét a  skizocölóma, esetleg a bélcsatorna látja el. Kiválasztó szerveik az úgynevezett elővesécskék (protonefrídiumok), amelyeknek a galandférgek kivételével elsődlegesen az ozmoregulációban van szerepe. Anyagcseréjük nitrogéntartalmúm melléktermékeit ammónium-ionokként nagyrészt a testfalon át adják le (Állatrendszertan).
Ivarszerveik bonyolultak: mind a hím, mind a női ivarvezetékhez járulékos részek (például héjmirigyek) kapcsolódnak. Kivezető rendszereik is komplexek. Az ősibb csoportok (Catenulida, Macrostomorpha speriumai ostor nélküliek, a legtöbb faj hím ivarsejtjeit azonban két ostor hajtja.
Amíg a többi állat petesejtje endolecitális típusú, azaz a szikanyagot maga a petesejt tárolja, addig a laposférgek nagy többségének (Euneoophora klád) petesejtje ektolecitális, tehát a szikanyag a petesejt körül, a sziksejtekben (vitellocitákban) halmozódik fel. Akárcsak a kerekesférgeknél (Rotifera), ezek női ivarmirigyei is két részből állnak:
- a petesejteket (germocitákat, oocitákat) létrehozó petefészekből (germárium, ovárium) és
- a sziksejteket képző szikmirigyből (vitellárium);

ezek együttese a germovitellárium. Ha van párzószervük (stylet, cirrus), az roppant különböző felépítésű lehet. A hím- és a női ivarnyílás (gonopórus) lehet közös, de teljesen különálló is (Állatrendszertan).

### Kültakarójuk
A laposférgek kültakarója egyrétegű, el nem szarusodó hengerhám. Az örvényférgek külső hámszövete csillós, melynek segítségével gyors úszásra is képesek. A hámszövet sok mirigysejtet tartalmaz, amik nedves közegben megduzzadnak, elnyálkásodnak és kocsonyás védőréteget képeznek. A hámszövet összenő, működési egységet alkot az alatta lévő simaizomszövettel: ez a bőrizomtömlő. Ez teszi lehetővé féregmozgásukat, ami azonban egyes, élősködő csoportjaikban teljesen visszafejlődött. A bőrizomtömlőhöz kapcsolódó további simaizomkötegek mozgásukat erőteljesebbé, hatékonyabbá teszik.

### Táplálkozásuk, anyagcseréjük
Szájuk változatos helyeken nyílhat: lehet elöl, de akár a hasoldal közepe táján is. Egyes parazita taxonok (például a galandférgek) szájnyílása teljesen visszafejlődött. A szabadon élő fajok garatja rendszerint kiölthető, és emellett egyeseknek még kiölthető ormánya (proboscis) is nincs van.
Bélcsövük kétszakaszos, egynyílású, mivel a bélcsíra állapotban még csak egynyílású ősbélüreg alakul ki. Egynyílású bélcsatornájuk vakon végződik, bár egyes örvényférgekben és mételyekben másodlagosan kialakult egy vagy több anális pórus — sőt, akár átmeneti végbélnyílásuk is lehet. A bélcsatorna két szakasza az elő- és a középbél. Utóbbi különböző mértékben elágazva a tápanyagok elosztásában is részt vehet. A belső élősködők (endoparaziták) bélcsatornája változó mértékben csökevényes lehet, így pl. egyes Fecampiida örvényférgek és a galandférgek (Cestoda) bélcsatornája teljesen redukált. 
A táplálék a szájnyíláson jut a garatba az előemésztést a garat mirigyei kezdik meg. A garatból jut a táplálék középbélbe, ahol a sejtek bekebelezik és megemésztik. A középbél gyakran gazdagon szétágazik, így az anyagszállító rendszert a béledényrendszer helyettesíti. A béledények olyan, vakon végződő csövecskék, melyek egészen a sejtekig juttatják el a megemésztett táplálékot. A sejtek a felesleges bomlástermékeket ugyanebbe a béledényrendszerbe ürítik vissza, és a féreg azokat szájnyílásán öklendezi vissza a külvilágba. Az élősködő laposférgek bélcsöve teljesen visszafejlődött, és a tápanyagokat kültakarójukon át szívják fel a gazdaszervezetből.

### Légzésük
A külső váz nélküli ősszájúakra általánosan jellemző, hogy nincs külön légzőszervük. A laposférgek is teljes testfelületükön, diffúz módon veszik fel az oxigént. Ehhez állandóan nedves környezetre van szükségük, hiszen ha kiszárad a kültakarójuk, a légköri oxigén nem tud miben feloldódni, ezért a sejtek nem tudják felvenni. Több faj az elágazó béledényrendszer falán át, a vízből is képes gázcserére.

### Kiválasztásuk
Mezodermális eredetű kiválasztószervük az egyszerű típusú elővesécske. Az elővesécske az állat két oldalán végighúzódó csőrendszer. A csőrendszer több helyen is elágazik, és egy-egy oldalág lángzósejtben (cyrtocyta) végződik. Ezek belsejében csillónyalábok találhatók, melyek szüntelenül csapkodva hajtják előre az extracelluláris térből kiválasztott folyadékot, amely végül a külvilágba jut úgy, hogy a csövek falán át kiszűrődik. A csőrendszer nemcsak a közvetlen szűrésre és kiválasztásra képes, hanem a visszaszívásra is.

### Érzékelő és szabályozó rendszereik
Ideg- és hormonrendszerük egyaránt kialakult. Az idegrendszer egyszerű dúcidegrendszer, melynek gyűrű alakú központja a fejtájon található. Ebből a tulajdonképpeni agydúcból a test két oldalán két vastagabb idegtörzs indul a has felé, és ezek egy idő után idegrostokra ágaznak szét. Ezeket több keresztirányú ideg köti össze.
A szabadon élő fajok érzékszervei fejlettek. A bőrben elhelyezkedő érzékelő receptorok hő- és mechanikai ingereket (tapintás, rezgések) fognak fel. A szabadon élő örvényférgek fejtáján egyszerű, fényérzékelő kehelyszemei is kialakultak. Több taxonban kémiai érzékszervek jelennek meg.
Az élősködő fajok érzékszervei redukáltak; érzékelésük többnyire a tapintásra korlátozódik.
Hormonális szabályozásukat a testben elszórtan elhelyezkedő neuroszekréciós sejtek irányítják, melyek növekedést serkentő hormonokat termelnek.

## Életmódjuk, élőhelyük
Egyedfejlődésük egyaránt lehet közvetlen vagy közvetett. A közvetett fejlődés során több lárvaalak is megjelenhet, az élősködő fajoknál gazdacsere is előfordul.
Elsődlegesen szabadon élők, de többségük élősködő, méghozzá úgy, hogy köztük külső- (ekto-) és belső élősködők (endoparaziták) egyaránt előfordulnak; utóbbiak többnyire állatok emésztőrendszerében telepszenek meg.
A szabadon élő fajok többsége ragadozó.

### Szaporodásuk
Kevés kivételtől eltekintve hímnősek, csak néhány fajuk — a vérmételyek (Schistosoma spp.) és néhány galandféreg — váltivarú. Ivarmirigyeik a herék és a petefészkek, amelyek járataihoz párzószervek is tartoznak. A belső (és kölcsönös) megtermékenyítés után petéket raknak. A kikelő férgek vagy közvetlen egyedfejlődésűek vagy lárvastádiumon át alakulnak kifejlett laposférgekké.

## Egészségügyi és gazdasági jelentőségük
A közvetett fejlődésű mételyek (Digenea) — mint például a májmétely (Fasciola spp.), a tüdőmétely (Paragonimus spp.), a vérmétely (Schistosoma spp.) — és a színgalandférgek (Eucestoda) — mint például a széles galandféreg (Diphyllobothrium latum), a simafejű galandféreg (Taenia saginata), a horgasfejű galandféreg (Taenia solium), a háromízű galandféreg (Echinococcus granulosus) a különböző haszonállatok, illetve az ember fontos belső élősködői. A trópusi és szubtrópusi tájakon a vérmétely fajok (Schistosoma spp.) okozta bilharzia (vérmételykór, schistosomiasis, bilharziózis) a malária után a második legelterjedtebb parazita által okozott betegség. Több mint 200 millió embert fertőz, 12–200 ezer embert öl meg évente.
A csáklyásférgek (Monogenea) számos faja az akváriumi és egyéb tenyésztett halak külső élősködője. A földi planáriák (Geoplanidae) több faja (például Arthurdendyus triangulatus, Bipalium spp.) inváziós faj. Másokat (például Platydemus manokwari, Endeavouria septemlineata éppen ellenkezőleg, az inváziós csigafajok, mint a közönséges achátcsiga (Achatina fulica) elleni biológiai védekezésre használják fel.